# 袁运生
袁运生（1937年4月4日—）生于江苏南通，中华人民共和国画家、雕塑家、美术教育家。

## 生平
1955年，袁运生自江苏省南通中学毕业，以油画系第一名的成绩考入中央美术学院油画系。在校学习期间，墨西哥壁画家西盖洛斯来华讲学，给袁运生的启发和震动很大。1957年，袁运生因私下赞扬印象派绘画而在反右运动中被打成“右派”。起初仍在校学习，后来被送到农场劳动改造。1961年底，被摘去“右派”帽子，从农场回到中央美术学院准备毕业创作。
1962年，袁运生自中央美术学院油画系董希文工作室毕业。毕业创作《水乡的记忆》在学校引发争论，留学苏联回来的一位老师只想给2分，理由是该作品未根据教学大纲规定的苏联（西方传统）雕刻的要求创作，而董希文想给5分，理由是突破了基础教学的制约而有新创造，最终该作品获4+。同年，毕业后的袁运生被分配到吉林省长春工人文化宫工作。1963年，毛泽东提出中国文联各协会已到了修正主义边缘，《美术》杂志便拿袁运生的《水乡的记忆》以及杨文秀的作品当作批判的典型，《水乡的记忆》被批判为资产阶级方向的代表、丑化劳动人民。
1979年，袁运生被调到中央工艺美术学院任教。1979年，首都国际机场1号航站楼建成，需要艺术作品装饰，机场建设总指挥李瑞环找到中央工艺美术学院的张仃，他们决定为机场创作壁画。张仃随即组织了中国多位美术工作者成立了机场壁画小组。刚从云南写生回到北京的袁运生成为小组成员。1979年10月，由7幅壁画组成的机场壁画群亮相，包括张仃的《哪吒闹海》、祝大年的《森林之歌》、张国藩的《民间舞蹈》、肖惠祥的《科学的春天》、李化吉和权正环的《白蛇传》，袁运甫的《巴山蜀水》，袁运生的《泼水节――生命的赞歌》。这是中国改革开放后首批系列壁画作品，其中由袁运生创作的壁画《泼水节——生命的赞歌》里有几位正在沐浴的傣族裸体少女，该作品引起轩然大波，震动美术界，大量民众也纷纷乘车来到机场看这幅壁画。海外媒体报道称：“中国在公共场所的墙壁上出现了女人裸体，预示了真正意义上的改革开放。”反对的意见则更为激烈，有人说这涉及民族问题，有人说绝对不可以有裸女出现，至少要加画个裤衩。袁运生回忆称，创作时有意借此探索改革开放后对艺术的政策尺度，并在绘制前避免外界警觉。中共中央宣传部部长王任重找袁运生谈话，袁运生坚持不改画。主持相关工作的李瑞环决定等邓小平同志看了再说。1979年10月12日，新华社报道邓小平、李先念等领导相继到首都机场参观这些壁画并给予高度评价，之后各路褒奖纷至沓来。但不久后也有批判降临，机场为免非议于1980年用薄纱将裸女遮住，1982年又用三合板封住钉死。1990年9月，袁运甫用从国外购买的壁画保护液，为机场壁画涂保护液以利长期保护，在涂装过程中拆开了三合板，从此该壁画中的裸体少女才重见天日，没有再被遮挡。
1980年，袁运生被调回中央美术学院壁画系任教。除教学外，袁运生几乎无事可做，应邀设计的壁画几乎全被弃用。当时壁画系主任侯一民说：“我们系里有一员大将，总是没事情可做，这怎么可以呢！”1981年，袁运生用三个月在中国西北考察中国传统文化和艺术。1982年，《美术》杂志第一期头条发表了袁运生的文章《魂兮归来》，文章认为在西方现代艺术冲击下，必须用民族艺术精神建起足够自信，找回失去的传统。
1982年8月，受争议影响，袁运生应美国政府（美国新闻总署“国际访问学者项目”）、哥伦比亚大学邀请访问美国，在美国各地开展文化交流并讲学，随后定居美国并接受美国新墨西哥大学、塔夫茨大学、马萨诸塞州史密斯学院、马萨诸塞州五所大学、哈佛大学等多所大学的邀请做访问学者。1988年起在纽约当职业艺术家。其间，多次举办个人画展。1996年，为哈佛大学公共卫生学院创作大型丝织壁挂《人类的预言》。在美国的14年里，每次回中国，袁运生总要用一半时间考察河北、山西、陕西、河南等地的石窟和寺庙。
1996年9月，袁运生回中国任中央美术学院油画系第四画室主任、教授。2002年起，任中央美术学院学术委员会副主任、博士生导师。2002年，申报“中国传统雕塑的复制与当代中国美术教育体系的重建”课题，2003年取得中华人民共和国教育部立项以及首次240万元人民币研究资金。该项目获中华人民共和国文化部2005年首届创新奖。袁运生在中央美术学院研究生部创建以该课题为主题的研究中心，任研究中心主任。2003年起，研究中心队员先后对河南、陕西、山东、甘肃、山西、云南等省开展系统性的石雕遗产考察。随后将研究成果编纂为美术学院教材。

## 作品
主要壁画作品有：
- 首都机场壁画《泼水节，生命的赞歌》（1979年）
- 美国塔夫茨大学图书馆壁画《红+蓝+黄=白？——关于中国两个神话故事》（1983年）
- 哈佛大学公共卫生学院大型丝织壁挂《人类寓言》（1996年）
- 香港城市大学校门内壁画《夫子琴思》、《万户飞天》（2005年）[1]

主要绘画作品有：
油画《殉道者》（1981年）、《孤独》（1988年）、《涩笔》（1988年—1990年）、《搏》（1996年）《追——末班车》（1996年）、《乐》（1996年）等。

## 家庭
- 兄：袁运甫，清华大学美术学院（原中央工艺美术学院）教授[6]